# Parafia św. Anny w Wejherowie
Parafia Matki Bożej Uzdrowienia Chorych na Duszy i Ciele i św. Anny – Sanktuarium Pasyjno - Maryjne w Wejherowie – parafia i sanktuarium rzymskokatolickie położone przy znajdującej się ulicy Reformatów w Wejherowie, kościele i klasztorze franciszkanów – z którym powiązana jest również Kalwaria Wejherowska. Wchodzi w skład dekanat Wejherowo w archidiecezji gdańskiej. Prowadzą ją ojcowie Franciszkanie z Prowincji św. Franciszka Zakonu Braci Mniejszych w Poznaniu.

## Kościół Matki Bożej Uzdrowienia Chorych na Duszy i na Ciele i św. Anny
17 września 1973 dekretem biskupim przez ordynariusza chełmińskiego – Bernarda Czaplińskiego, została erygowana przy kościele klasztornym parafia pod wezwaniem św. Anny.
25 marca 1992 – papież Jan Paweł II wydał bullę „Totus Tuus Poloniae Populus” reorganizującą administrację kościelną w Polsce i zgodnie z tymi zmianami, parafia stała się częścią Archidiecezji Gdańskiej.
W Światowy Dzień Chorego tj. 11 lutego 2020 roku arcybiskup metropolita gdański – Sławoj Leszek Głódź, zmienił tytuł kościoła parafialnego. Poszerzył go o wezwanie: „Matki Bożej Uzdrowienia Chorych na Duszy i na Ciele i św. Anny”. To nawiązanie do pierwszego wezwania świątyni, które odnotował w swej kronice o. Grzegorz Gdański. Czytamy tam pod rokiem 1650 w przywileju króla Polski Jana Kazimierza, iż Jakub Wejher zbudował kościół na cześć Trójcy Świętej i św. Franciszka, a potem zbudował drugi kościół na cześć Najświętszej Maryi Panny i św. Anny z klasztorem Braci Mniejszych.

## Szopka

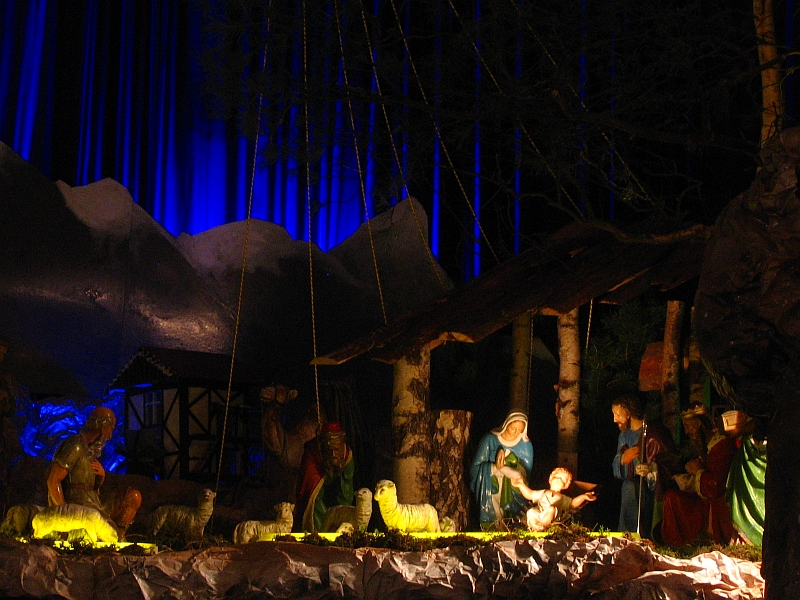
Szopka u wejherowskich franciszkanów

Od 1948 wejherowscy franciszkanie, zgodnie z tradycją swojego zakonu, budują w swoim kościele szopkę bożonarodzeniową. Największy w mieście żłóbek z ruchomymi elementami corocznie przyciąga mieszkańców Wejherowa i okolic.
Wymiary konstrukcji:
- Niebo: 30 m bieżących materiału i około 120 gwiazd
- Panorama: 20 m kwadratowych
- Rozmiary żłóbka: 12 metrów wysokości, 6 metrów głębokości i 7,2 metrów szerokości[3][4].

## Proboszczowie
- 1973–1983: o. Benedykt Robert Niemiec OFM[5]
- 1983–1994: o. Florentyn Nowak OFM
- 1994–2006: o. Robert Ryszard Nikel OFM[6][7]
- 2006–2007: o. Florentyn Nowak OFM
- 2007–2012: o. Tyberiusz Nitkiewicz OFM[8]
- 2012–2019: o. Daniel Szustak OFM[9][10]
- 2019–2022: o. dr Marek Janus OFM[11]
- od 1 IX 2022: o. Dariusz Szymaniak OFM[12]
  - ojciec duchowny dek. Wejherowo od 30 XI 2022